# Survivor (canção)
"Survivor" é uma canção do girl group americano Destiny's Child. Foi escrita e composta pela integrante do grupo Beyoncé, em conjunto com Anthony Dent e Mathew Knowles para terceiro álbum de estúdio da banda com o mesmo nome (2001), servindo como segundo single do mesmo. A música ganhou o prêmio de Best R&B Performance by a Duo or Group with Vocals no Grammy Awards de 2002.
O videoclipe ganhou o MTV Video Music Awards de 2001 de Melhor Vídeo de R&B, e um Soul Train Lady of Soul Award por "Best R&B/Soul Single, Group, Band or Duo". A faixa de abertura do álbum The Folk Years 2003–2003 de 2004 do cantor e compositor Jill Sobule, é um cover da música, e um pseudo-cover da canção também abre o álbum Platinum Underground de 2005 do rapper Vanilla Ice.

## Antecedentes
No fim de 1999, duas das integrantes do Destiny's Child, LaTavia Roberson e LeToya Luckett, foram retiradas do grupo, que também era composto por Beyoncé e Kelly Rowland e foram substituídas por Michelle Williams e Farrah Franklin. No entanto, logo depois Franklin também foi retirada do grupo. De acordo com Knowles, o grupo foi comparado com a série de televisão Survivor, que a inspirou a "escrever-nos para fora de toda essa negatividade."
Além disso, a canção segundo o Black Entertainment Television, foi a décima melhor canção da década de 2000 (década).

## Composição
A música é executada na clave de Sol sustenido menor, com um tempo de 81 batimentos por minuto no tempo comum. Na escala menor harmônica, segue uma progressão de acordes de G ♯ m – C ♯m7–D♯, e os vocais do grupo medem uma oitava e meia, de G♯3 a C♯5.

## Videoclipe

Cena do vídeo de "Survivor", apresentando as integrantes do conjunto presas em uma ilha, enquanto performam a canção.

Filmado em janeiro de 2001, o videoclipe dirigido por Darren Grant, estreou no "Making the Video", em 6 de março de 2001 e narra a história de três amigas que durante uma tempestade vão parar em uma ilha deserta, sem possibilidades de volta. Também mostra uma cena breve de como as meninas naufragaram.
O vídeo da música é caracterizado na edição de DualDisc do album #1's, como um vídeo realçado na edição internacional do disco Survivor e no DVD de 2004, exclusivo para o Walmart, intitulado "Fan Pack".
O vídeo de remix com o Da Brat, não aparece em nenhuma compilação de vídeo.

## Performance comercial
"Survivor" estreou no número 43 da Billboard Hot 100, tornando-se o segundo single de estréia do grupo mais alto até hoje, atrás de "Lose My Breath" no número 30, e rapidamente subiu nas paradas alcançando seu pico de número 2 em um mês. No entanto, foi bloqueado para fora da cúpula devido ao sucesso massivo do grande sucesso de "All For You" de Janet Jackson, a faixa permaneceu na segunda posição por sete semanas consecutivas. A música não teve um lançamento físico até que seu airplay tivesse atingido o pico; A música ficou no topo da lista de vendas de Maxi-singles da Hot Dance Music da Billboard por oito semanas. A música alcançou apenas o número cinco na Hot R&B/Hip-Hop Singles & Tracks. O single alcançou o número um na parada Hot 100 Airplay por cinco semanas consecutivas e chegou ao número três na parada Hot 100 Singles Sales.
No Reino Unido, "Survivor" estreou em primeiro lugar na parada de singles e vendeu cerca de 290.000 cópias. Ele também liderou a parada de singles na Irlanda , Holanda e Japão. Além disso, ocupou a primeira posição no United World Tracks Chart por cinco semanas. Foi classificada como um no Canadá, alcançou o segundo lugar na Nova Zelândia, ficou entre as 5 melhores na Austrália e na Alemanha e alcançou a 12ª posição na França.

## Controvérsia
As ex-integrantes do grupo LeToya Luckett e LaTavia Roberson, novamente entraram com uma ação judicial contra Knowles, Rowland, e seu ex-empresário Mathew Knowles; Elas alegaram que alguns techos das letras de "Survivor", como "Você pensou que eu não iria vender sem você/vendi nove milhões", violou um acordo anterior que impedia que qualquer parte, possa insultar ou mandar indiretas uns aos outros, públicamente.

## Covers e regravações
Um remix rápido foi feito para a compilação "Dancemania Speed 7", por Nancy And The Boys, sendo lançado no Japão no final de 2001. A banda alemã de alternative rock Die Happy, gravou sua versão da música para o álbum Red Box de 2010. A banda de deathcore parisiense Betraying The Martyrs, também regravou Survivor como um single em 2010. Zebrahead cobriu esta música para o seu álbum de 2009 Panty Raid. Esta música foi usada no jogo Elite Beat Agents. The Chipettes regravaram esta canção para o filme Alvin and the Chipmunks 3: Chipwrecked, que apareceu na trilha Alvin and the Chipmunks: Chipwrecked: Music from the Motion Picture album. Os atores da série Glee, usou a música em um remix com "I Will Survive" de Gloria Gaynor's, para o episódio da temporada três, Hold on to Sixteen. O artista eletrônico americano Assemblage 23 gravou uma versão de Survivor, para o lançamento japonês do single Let's Wind Erase Me maxi em 2004.
Em 2015, a cantora brasileira Clarice Falcão, fez sua própria versão da música, somando saxofone com outros instrumentos. Um vídeo musical com uma temática feminista, foi lançado em 13 de novembro de 2015.
Em 20 de janeiro de 2016, Gloria Gaynor cantou um mash-up de sua batida de disco dos anos 70, "I Will Survive" e "Survivor" no National Television Awards.

## Créditos
- Vocalistas: Beyoncé, Kelly Rowland, e Michelle Williams
- Produção vocal: Rowland e Mathew Knowles